# Boekenpluim
De boekenpluim was een Vlaamse aanmoedigingsprijs voor de beste Vlaamse illustratoren. De prijs werd toegekend door de jury van de Boekenpauw, voor het best geïllustreerde kinder- of jeugdboek van een Vlaams auteur uit het voorbije jaar. De eerste keer dat de boekenpluim werd uitgereikt was in 2000, in 2015 volgde de laatste uitreiking.

## Laureaten
- 2000: Gerda Dendooven voor De verliefde prins en Leo Timmers voor Blij met mij
- 2001: Tom Schoonooghe voor Houd de dief! en Tom Schamp voor Mijn zus draagt een heuvel op haar rug
- 2002: Carll Cneut voor Roodgeelzwartwit en Isabelle Vandenabeele voor Kind
- 2003: Sabien Clement voor Jij lievert en Steve Michiels voor Baby Pop en Billyboef
- 2004: Pieter Gaudesaboos voor Roodlapje en Geert Vervaeke voor Drie keer maakt een tijger
- 2005: André Sollie voor Dubbel Doortje en Sebastiaan Van Doninck voor Lied voor een girafje
- 2006: Gerda Dendooven voor Soepkinders en Pieter Gaudesaboos voor Stad
- 2007: Pieter Gaudesaboos voor Pistache en Tom Schamp voor De buidelbaby
- 2008: Pieter Gaudesaboos en Sabien Clement voor Linus en Kaatje Vermeire voor De vrouw en het jongetje
- 2009: Carll Cneut voor Het geheim van de keel van de nachtegaal en Ingrid Godon voor Morgen was het feest
- 2010: Carll Cneut voor Fluit zoals je bent en Gerda Dendooven voor Hoe het varken aan zijn krulstaart kwam
- 2011: Elsje Dezwarte voor Binnenpoes buiten en Vanessa Verstappen voor Armandus de Zoveelste
- 2012: Pieter Gaudesaboos voor Mannetje Koek schrijft een boek - Martha en Pieter Van Eenoge voor De dokter en het leger van Davy
- 2013: Sabien Clement voor Mijn oma is van peperkoek en Mattias De Leeuw voor De steltenloper
- 2014: Sebastiaan Van Doninck voor Het rarebeestencarnaval en Alain Verster voor Vasco het voetbalvarkentje
- 2015: Carll Cneut voor De Gouden Kooi en Gerda Dendooven voor Veldslag om een hart